# IPhone XS
iPhone XS и iPhone XS Max («X» произносится как «десять») — смартфоны корпорации Apple, использующие процессор Apple A12 Bionic и операционную систему iOS 12 (на старте продаж), представленные 12 сентября 2018 года вместе с более дешевым iPhone XR. Являются обновлением вышедшего годом ранее iPhone X.

## Характеристики
Смартфон XS оснащен OLED-дисплеем Super Retina HD диагональю 5,8 дюйма, а также новым передовым процессором Apple A12 Bionic. Содержит двойную 12 Мп заднюю камеру и 7 Мп фронтальную камеру TrueDepth.
iPhone XS Max был анонсирован вместе с iPhone XS. Основные отличия по сравнению с iPhone XS — дисплей 6,5 дюйма и более ёмкий аккумулятор.
Также телефоны получили новую защиту от воды и пыли на уровне IP68.
Обе версии доступны в трех цветах: золотом, серебристом, а также «серый космос».
iPhone XS и iPhone XS Max поддерживают Nano-SIM и eSIM на международном уровне. В материковом Китае и Макао вместо этого предлагается двойная Nano-SIM.
iPhone XS и iPhone XS Max — последние модели iPhone с технологией 3D Touch

## Программное обеспечение
Операционная система iPhone XS и iPhone XS Max — iOS 12, которая была официально выпущена 17 сентября 2018 года. Смартфоны также поддерживают обновление до новейших версий iOS 14, 15, 16, 17, и актуальной 18.

## Критика
Это поколение получило смешанные отзывы. iPhone XS Max имеет диагональ экрана 6,5 дюйма, что на 0,7 больше, чем у iPhone XS и iPhone X. Подобный размер позволяет разместить более емкий аккумулятор и увеличить время автономной работы, но из-за увеличения экрана увеличиваются вес и габариты, ухудшается эргономика устройства.
Пользователи жалуются на то, что iPhone XS Max лежит в руке не так удобно, как предыдущие модели, а людям с маленькой ладонью проблематично достать пальцем до верхней части экрана.
iPhone XS и iPhone XS Max имеют схожий с iPhone X OLED-дисплей. Отличает его от X-версии расширенный динамический диапазон на 60 %. К сожалению, экран флагмана все ещё лишен популярной ныне опции Always On Display, что и разочаровало некоторых пользователей.
В комплекте с телефоном идет стандартное зарядное устройство, не поддерживающее функцию быстрой зарядки. Пользователей огорчил также тот факт, что из комплектации был удалён адаптер Lightning/3,5 TRRS для проводных наушников.

## Скорость беспроводной связи
| Тип сотовой сети/беспроводной технологии | Класс             | Частоты, на которых работает сеть | Максимальная скорость Downlink (Mbps) | Максимальная скорость Uplink (Mbps) | Современность        |
| ---------------------------------------- | ----------------- | --------------------------------- | ------------------------------------- | ----------------------------------- | -------------------- |
| GPRS                                     | 2G (2.5G)         | 850, 900, 1800, 1900 МГц          | 0.04                                  | Неизвестно                          | Технология устарела  |
| EDGE                                     | 2G (2.75G)        | 850, 900, 1800, 1900 МГц          | 0.38                                  | Неизвестно                          | Технология устарела  |
| UMTS                                     | 3G                | 850, 900, 1900, 2100 МГц          | 3.6                                   | Неизвестно                          | Технология актуальна |
| HSDPA/HSUPA                              | 3G (3.5G)         | 850, 900, 1900, 2100 МГц          | 14.4                                  | 5.7                                 | Технология актуальна |
| HSPA+                                    | 3G (3.75G)        | 850, 900, 1900, 2100 МГц          | 21                                    | 5.7                                 | Технология актуальна |
| DC-HSDPA                                 | 3G (3.95G)        | 850, 900, 1900, 2100 МГц          | 84                                    | 5.7                                 | Технология актуальна |
| CDMA EV-DO Rev. A                        | 3G (3.5G)         | 800, 1900 МГц                     | 3.1                                   | 1.8                                 | Технология актуальна |
| CDMA EV-DO Rev. B                        | 3G (3.5G)         | 800, 1900 МГц                     | 4.9                                   | 2.4                                 | Технология актуальна |
| LTE                                      | 4G (4.0G)         | 800, 1900, 2600 МГц               | 1000                                  | 1000                                | Технология актуальна |
| Wi-Fi                                    | 802.11 a/b/g/n/ac | 2,4 ГГц и 5 ГГц                   | 866                                   | 866                                 | Технология актуальна |
| Bluetooth 5.0                            | 802.15.4          | 2,4 ГГц                           | 1.0                                   | 1.0                                 | Технология актуальна |